# 烏希利尼亞
49°11′4″N 23°58′25″E / 49.18444°N 23.97361°E
烏希利尼亞（烏克蘭語：Угільня），是烏克蘭的村庄，位於該國西部利沃夫州，由斯特雷區斯特雷市鎮負責管轄，始建於1683年，面積8.66平方公里，海拔高度319米